# 埃斯林蜂鸟
，是雨燕目蜂鸟科的一种鸟类。
埃斯林蜂鸟体重约2克，翼长约26.7毫米，嘴峰长约15.5毫米，喙宽度约1.8毫米，喙厚度约1.4毫米，跗蹠长约3.2毫米，尾长约13.5毫米。埃斯林蜂鸟在其分布区内为留鸟，其栖息在密集的高大树木组成的森林中，食性为草食性，主要食物来源是植物的花蜜。
埃斯林蜂鸟分布于厄瓜多尔西部的埃斯梅拉达斯省、马纳比省和瓜亚斯省。该物种是单型物种，没有亚种分化。